# 黒船 (山田耕筰)
『黒船』（くろふね Black Ships）は、山田耕筰が作曲したオペラ。幕末の動乱に巻き込まれた芸姑「唐人お吉」を扱った作品。『夜明け』（よあけ）というタイトルでも知られている。

## 作曲の経緯
1920年代後半にアメリカのジャーナリストであるパーシー・ノエルから『黒船』と題した幕末の日米関係をテーマにした英語のオペラ台本を受け取り、シカゴ・シビック・オペラでの世界初演を目指して作曲に着手し、まず序景を1929年に完成した。ところがシカゴでの初演は立ち消えになってしまい、一時期は全く放置されていた。しかし、1940年に皇紀2600年を迎えるにあたって奉祝楽曲として初演される見通しが立ったことから、自ら台本を日本語訳し、一部手直しを加え、1939年に作曲を再開、1940年に全曲が完成した。作曲者指揮の初演の際に序景はカットされた。
よく「日本人が作曲した最初のオペラである」といわれるが、これは正しくない。山田自身が『堕ちたる天女』『あやめ』という2つの1幕物オペラをこの作品の前に作曲しており、また、山田の作品以前にもいくつか小規模なオペラは作曲され、上演されていた。よって「最初のオペラ」というより「日本人が作曲した最初の3幕物で大規模なオペラ」もしくは「日本人が初めて作曲したグランド・オペラ」といった表現のほうがより作品の性質に近いと言えよう。

## 初演
- 序景のみの初演：1931年、レニングラード（現サンクトペテルブルク）において、作曲者指揮によりコンサート形式で行われた。
- 『夜明け』というタイトルで第1幕から第3幕のみの初演：1940年11月25日、作曲者の指揮・演出、お吉：辻輝子、吉田：伊藤武雄、領事：藤原義江というキャストで行われた。なお、ダブル・キャストである。ちなみに、姐さんは杉村春子が担当した。杉村が選ばれたのは、元オペラ歌手志望で新劇で活躍した彼女の声を、山田が日本語でオペラを歌うのにうってつけだと考えたことによる[1]。

## 完全版初演
2008年2月22日、新国立劇場において若杉弘指揮、栗山昌良演出、お吉：釜洞祐子、吉田：星野淳、領事：村上敏明らによる序景を含む完全版の初演が行われた。こちらもダブル・キャストである。

## 登場人物
- お吉（ソプラノ）：下田で美人で歌がうまいと評判の女性。
- お松（メゾソプラノもしくはソプラノ）：売れっ子芸者。
- 姐さん（メゾソプラノ）：お吉の養母であり相談相手。
- 吉田（バリトン）：浪人。尊王攘夷派。お吉に領事暗殺を命令する。お吉の恋人。
- 領事（テノール）：アメリカの駐日総領事。「コンスル」と名乗る。お吉と恋に落ちる。
- 伊佐新次郎（バリトン）：支配組頭。
- 書記官（テノール）：領事の部下で遊び人。
- 町奉行（バス）：下田奉行。
- 盆唄・舟唄の独唱者（テノール）
- 第1の浪人（テノール）
- 第2の浪人（バリトン）
- 第1の漁師（テノール）
- 第2の漁師（バリトン）
- 第1の幕吏（テノール）
- 第2の幕吏（バリトン）
- 火の番（テノール）
- 下田の人々 ほか（合唱）

領事と書記官は、外国人という設定でありながら日本語で歌う。しかし、初登場のシーンの日本語はたどたどしく、次第に上達していく。また、2008年2月の公演では2人の会話や領事の独白は時折英語まじりになっていた。

## 楽器編成
標準的な三管編成のオーケストラにハープ、チェレスタが加わる。舞台上のバンダとして三味線と太鼓など。浪人たちが登場する時は尺八が吹かれる。

## 作品の概要

### 序景
本来アメリカで初演される予定だったので、アメリカ人に日本の文化や当時の様子を理解してもらうためにつけられた部分である。山田耕筰自身は「可視的序曲」と呼んだ。盆唄の独唱者が朗々と歌うと盆踊りが始まる。熱狂のるつぼから次第に静かになり、パントマイムで吉田とお吉の恋仲、浪人達の様子などを描き出し、突如下田が火事と地震に見舞われた様子を描く。第1幕へはアタッカで入る。

### 第1幕
1856年8月、下田のお茶屋伊勢善。アメリカとの開港条約に調印し、函館と下田が開港したことについて伊佐と町奉行が不安げに話している。芸者のお松が呼ばれて酒宴を盛り上げる。突如深編み笠の浪人たちが現れ一時騒然とするが何も起きない。お吉の歌声が聴こえて来て一同は色めき立ち、お吉は「不思議やあら不思議やな」とアリアを歌い上げる。そこへ吉田が現れ、奉行らに詰め寄る。しかし幕府の使いが現れて外国人に危害を加えるものは磔の刑に処すというお達しを届ける。吉田は立ち去る。お吉がお茶屋のそばの道を歩いていると上陸したばかりの領事がやってくる。領事はアリア「おお、うるわしの日本よ」を歌い、お吉に奉行所への道を尋ねる。お吉は領事に好感を抱くが、吉田がお吉を呼びつけ、短剣を仕込んだ白扇で領事を暗殺するよう強要する。お吉は彼の要求を受ける。

### 第2幕
1857年春、お茶屋伊勢善の大広間。浪人達はお吉が領事をなかなか暗殺しないのでいらだち、芸者を呼んで酒を飲みどんちゃん騒ぎをしている。吉田はお吉を呼びつけて暗殺決行を促し、引き揚げていく。しかしお吉の心は揺れ、姐さんに相談する。「姐さん教えて下さいな」という二重唱になるが結論は出ない。そこに領事と書記官が現れる。書記官はお松と懇ろな関係にあるようだ。外交交渉のうまくいっていない領事はお吉の可憐な姿をみて「君の目に幸の日の望みあらば」というアリアを歌う。領事とお吉が浜へ遊びに出た隙に伊佐と奉行が登場し、書記官と三人でお吉を領事の妾にして交渉の役に立てようと計画する。お吉が戻ってくると奉行が命令を下す。これに対しお吉は荘厳なアリア「この朝、黄金の光彩りし」を歌い、断る。怒った奉行はお吉を投獄する。

### 第3幕
第1場
領事館のある玉泉寺。領事は交渉が進展せず、アメリカからの船も来ないので絶望し、自殺を図る。ところがそこにお吉が登場する。心がまいっている領事はお吉の来訪を喜ぶ。実は書記官と奉行達が共謀して領事の尽力によるものとしてお吉を出獄させ、強引に玉泉寺に送り込んだのだ。もちろん二人はそのことを知らない。お吉は領事に仕える決心を姐さんに伝えるが、吉田からの「任務を忘れるな」という紙つぶてが飛んできて心は揺れる。そこへ黒船が来たという知らせが届き、その様子を見るために領事とお吉は弁天島へ向かう。
第2場
弁天島。舟唄の独唱で始まる。吉田達がお吉に対する怒りを爆発させ、二人とも殺してしまうことに決める。そこにお吉と領事が二人きりで幸福そうに登場する。しかしお吉はこの時点では領事を殺すことに決めており、いざ刺そうとした瞬間激しい暴風雨が二人を襲う。領事はお吉のために荒波の中を泳いで小舟をとってきて、お吉を救う。
第3場
玉泉寺。「南無阿弥陀仏」という読経の合唱で始まる。領事が一人で過ごしているとお吉がやってきて、領事に「あなたを殺そうとしていました」と告げ、詫びる。しかし領事は驚きもせず、優しくお吉を受け入れる。二人の間に愛が芽生える。奉行がやってきて交渉の大進展を告げ、領事とお吉の愛の二重唱が始まり、大団円を迎えようとしたのもつかの間、犬の吠え声とともに吉田が登場。二人を切ろうとする。だが、天皇の「外国人を襲ってはならない」という勅命がくだり、吉田は己の勝手さを恥じて切腹する。領事は吉田の忠誠心を称賛し、彼の流した血によって、日米間の将来は約束されたと歌い、幕を閉じる。